# Mercure Hotels

Logo der Hotelkette

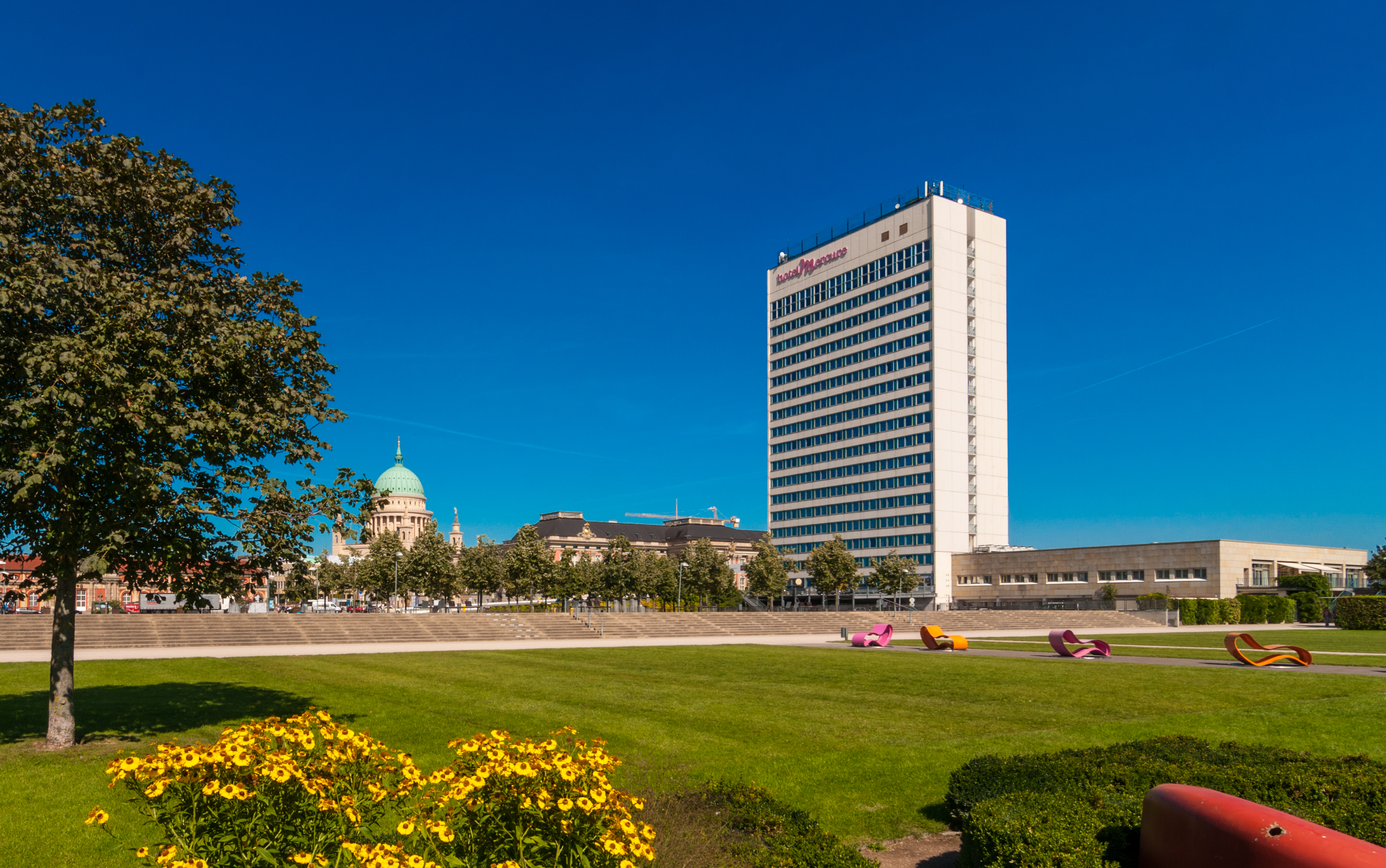
Hotel Mercure in Potsdam (2017)

Mercure ist eine internationale Hotelkette. Sie wurde 1973 gegründet und zwei Jahre später vom französischen Accor-Konzern übernommen. Im Geschäftsjahr 2015 gehörten 741 Hotels mit drei bis vier Sternen zu Mercure. Dazu kommen 46 Häuser der Marke Grand Mercure im gehobenen Bereich, fünf Sterne. Mercure ist damit nach Ibis die zweitwichtigste Marke von Accor. Die meisten Häuser befinden sich in Europa, der Schwerpunkt von Grand Mercure liegt im asiatisch-pazifischen Raum.

## Geschichte

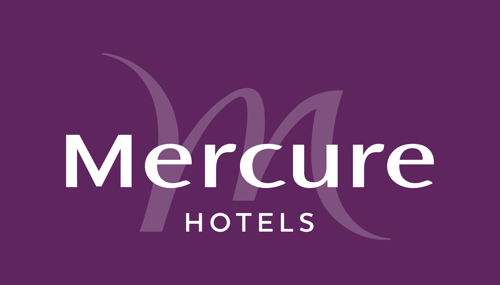
Altes Logo (2013)

Das erste Mercure Hotel eröffnete in Saint-Witz im Department Val-d'Oise im Norden Frankreichs. Zum Zeitpunkt der Übernahme durch Accor hieß das Unternehmen noch „Société d'investissement et d'exploitation hôteliers“, kurz SIEH. Es war mit Hotels der Marke Novotel bereits auf dem französischen Markt aktiv. Nachdem 1974 das erste Ibis Hotel eröffnet hatte, entwickelte sich Mercure in den 1970er Jahren zum dritten Standbein des Konzerns im Bereich zwischen Ibis und Novotel. Fünf Jahre nach der Gründung umfasste die Hotelkette Mercure bereits über 30 Häuser alleine in Frankreich. Mitte der 1980er Jahre expandierte man dann nach Deutschland und in weitere Länder, einschließlich Österreich. Dabei positionierte Accor die Hotelkette in der Mittelklasse für Häuser mit drei oder vier Sternen, das sich sowohl an Urlauber als auch Geschäftsreisende richten. Ein wesentliches Merkmal der Hotelkette Mercure war seit den 1980er Jahren die Weinkarte.
Ende der 1980er Jahre hatte die Hotelkette weltweit rund 100 Häuser, davon befanden sich zehn Prozent in Deutschland. Ungeachtet des scharfen Wettbewerbs unter den Hotels der Mittelklasse setzte Mercure seinen Expansionskurs fort. Nach dem Fall des Eisernen Vorhangs pachtete man die ehemaligen Interhotels in Chemnitz, Dresden und Potsdam. Es kamen weitere Standorte in Osteuropa hinzu, beispielsweise öffnete 1993 das erste Mercure-Hotel in Warschau. Neben neuen Häusern übernahm Mercure auch bestehende Standorte anderer Ketten: darunter zum Beispiel das Pullman in Saarbrücken, das zuvor bereits zu Accor gehörte, sowie das Holiday Inn in Koblenz oder das Steigenberger in Passau. Mitte der 1990er Jahre überarbeitete Mercure seinen Markenauftritt, zusätzlich investierte man erstmals in Fernsehwerbung auf breiter Front. Die Kampagne wurde später unter dem Motto „Der Schlüssel zur Stadt“ auf weitere Medien ausgeweitet.
2000 eröffnete das 75. Mercure Hotel in Deutschland. Die Position im Markt für Mittelklasse-Hotels wurde vor allem durch eine Kooperation mit der Baumhögger-Gruppe aus Dortmund nennenswert gestärkt. Im Rahmen dieser kamen 27 neue Hotels in Deutschland mit über 3.000 Zimmern unter das Dach von Mercure. Nachdem der Accor-Konzern 2004 in die Hotelkette Dorint investiert und das Management der deutschen Häuser übernommen hatte, wurde Mercure im gehobenen Bereich positioniert. Einzelne Hotels übernahmen komplett die Marke Mercure, beispielsweise das Parkhotel in Bad Neuenahr oder ein Hotel in Neu-Isenburg. Ferner wechselten im Laufe der Jahre einige Hotels der Konzernmarke Novotel zu Mercure, etwa das Haus in Saarbrücken. Für die weitere Expansion setzte Mercure verstärkt auf Franchise-Partner, die schon rund ein Drittel der Hotels betrieben. Von 2007 bis 2010 kamen in Deutschland jedes Jahr 20 bis 25 neue Häuser hinzu.
International erhielt Mercure unter anderem durch Einführung des Business Clubs für Geschäftsreisende Aufmerksamkeit. Dieser begrüßte zum Beispiel in Österreich 2006 sein zweitausendstes Mitglied. Mit dem Start der Marke Grand Mercure für Häuser im gehobenen Bereich feierte Accor vor allem in Asien Erfolge, etwa in China oder Vietnam. Da der Wettbewerb unter den Hotels der Mittelklasse unverändert hoch blieb, kündigte Accor 2013 auch einen Relaunch seiner Kernmarke Mercure an. Neben der Aktualisierung der Technik und einer Modernisierung der Zimmer wurden beispielsweise die Lobbys der Häuser umgebaut. Sie entwickelten sich zu einem zentralen Element der Marke, da sie für jeden Standort individuell entworfen wurden. 2013 verfügte Mercure über mehr als 730 Hotels weltweit, durchschnittlich öffnete jede Woche ein neues Haus.
Mit 989 Gästezimmern ist das Mercure Icon Singapore City Centre das weltweit größte Hotel von Mercure.

## Charakterisierung

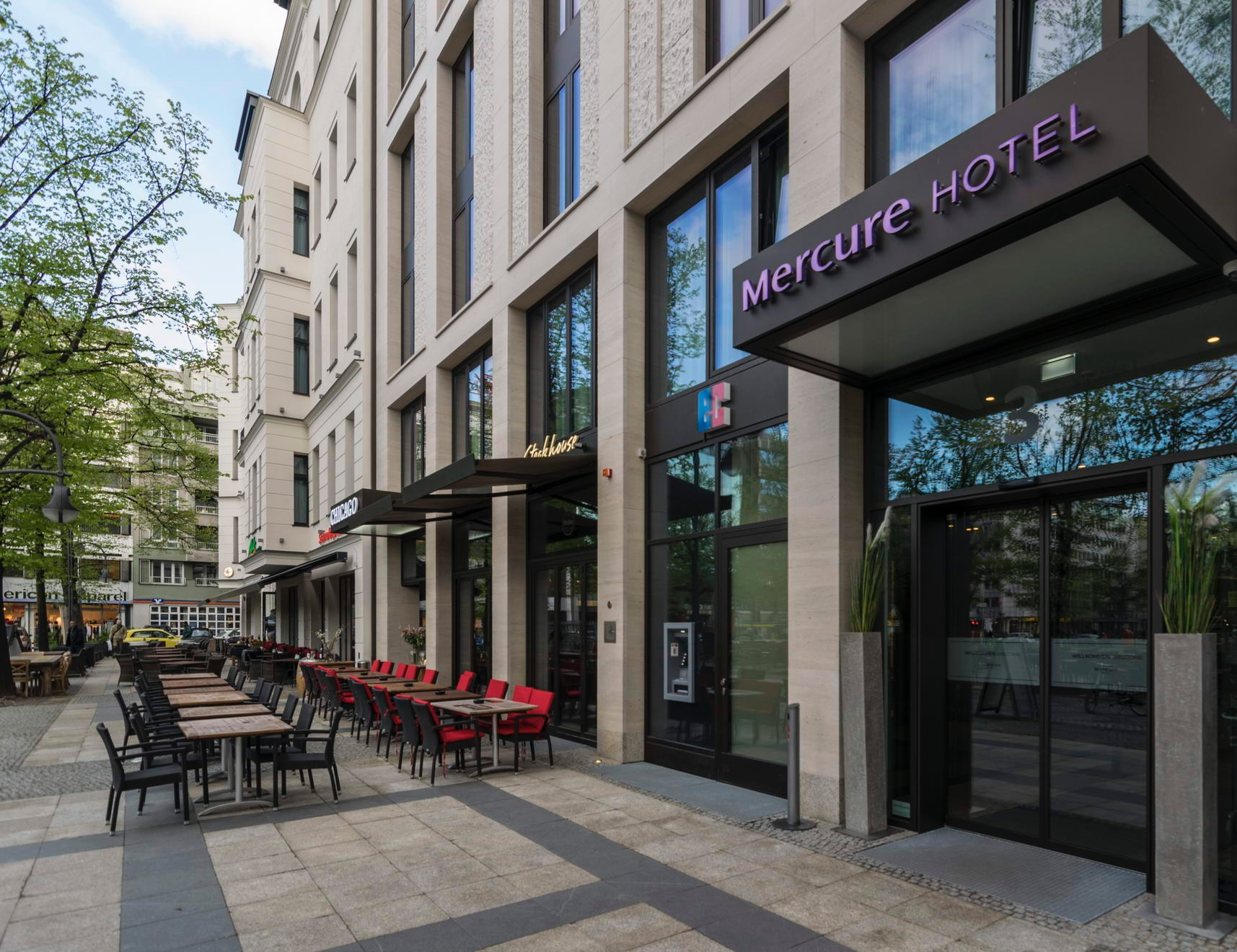
Mercure Hotel am Wittenbergplatz in Berlin-Schöneberg (2017)

Die Hotels der Marke Mercure befinden sich meist in der Innenstadt, in der Nähe von Bahnhöfen oder Flughäfen. Sie sind regional verwurzelt, weisen aber einen internationalen Qualitätsstandard auf. Das bedeutet, dass sich Aussehen und Zuschnitt der Häuser unterscheiden, während Ausstattung und Service vereinheitlicht sind. Die Einrichtung entspricht der oberen Mittelklasse, die Mehrzahl der Häuser verfügt über ein eigenes Restaurant mit lokaler und internationaler Küche. Häufig ist eine Hotelbar vorhanden, typisch für Mercure ist außerdem eine umfangreiche Weinkarte („Mercure Weinlese“). Die Hotels der Marke Mercure haben meist drei oder vier Sterne, bei Grand Mercure handelt es sich hingegen um Fünf-Sterne-Häuser. Während man Mitte der 2000er Jahre bereits in rund der Hälfte der Zimmer nicht rauchen durfte, führte Mercure als erste deutsche Hotelkette im Jahr 2006 rauchfreie Häuser ein.